# Scopula eucentra
Scopula eucentra är en fjärilsart som beskrevs av Louis Beethoven Prout 1928. Scopula eucentra ingår i släktet Scopula och familjen mätare. Inga underarter finns listade.